# Jock Landale
Jock Landale (ur. 25 października 1995 w Melbourne) – australijski koszykarz, występujący na pozycji środkowego, reprezentant kraju, obecnie zawodnik Houston Rockets.
W 2018 reprezentował Atlantę Hawks podczas rozgrywek letniej ligi NBA w Las Vegas i Salt Lake City. Rok później występował w barwach Milwaukee Bucks. 6 lipca 2022 został wytransferowany do Phoenix Suns. 6 lipca 2023 został zawodnikiem Houston Rockets.

## Osiągnięcia
Stan na 20 września 2023, na podstawie, o ile nie zaznaczono inaczej.
NCAA
- Uczestnik rozgrywek II rundy turnieju NCAA (2017)
- Mistrz sezonu zasadniczego konferencji West Coast (WCC – 2016)
- Koszykarz roku konferencji West Coast (2018)[5]
- Zaliczony do:
  - I składu:
    - WCC (2017, 2018)
    - turnieju:
      - WCC (2017, 2018)
      - Portsmouth Invitational Tournament (2018)

  - II składu All-American (2018)
  - składu honorable mention All-American (2017 przez Associated Press)
- Zawodnik tygodnia:
  - NCAA (21.01.2018 według USBWA)
  - WCC (14.11.2016, 5.02.2018, 22.01.2018, 1.01.2018, 25.12.2017, 11.12.2017)
- Lider:
  - NCAA w liczbie celnych rzutów z gry (2018 – 301)
  - WCC w:
    - średniej:
      - punktów (2018 – 21,1)
      - zbiórek (2017 – 9,5, 2018 – 10,2)

    - liczbie:
      - punktów (2018 – 761)
      - zbiórek (2017 – 322, 2018 – 366)
      - celnych (301) i oddanych (470) rzutów z gry (2018)

    - skuteczności rzutów z gry (2017 – 61,1%, 2018 – 64%)

Drużynowe
- Mistrz:
  - Australii (NBL – 2021)
  - Litwy (2020)
- Wicemistrz Serbii (2019)
- Zdobywca pucharu:
  - Litwy (2020)
  - Serbii (2019)

Indywidualne
- MVP finałów NBL (2021)
- Zaliczony do I składu:
  - NBL (2021)
  - Ligi Adriatyckiej (2019)

Reprezentacja
- Brązowy medalista olimpijski (2020)
- Uczestnik:
  - mistrzostw świata (2019 – 4. miejsce)
  - azjatyckich kwalifikacji do mistrzostw świata (2019 – 1. miejsce)